# Poecilia sphenops
 Poecilia sphenops, conegut popularment com a molly, és un peix de la família dels pecílids i de l'ordre dels ciprinodontiformes.

## Morfologia
Els mascles poden assolir els 6 cm de longitud total i les femelles els 10.

## Distribució geogràfica
Es troba des de Mèxic fins a Colòmbia.